# Johan Peter Hollman
Johan Peter Hollman, född 3 december 1788 i Skänninge, Östergötlands län, död 10 juli 1862 i Skänninge, Östergötlands län. Han var en svensk guldsmed i Skänninge.

## Biografi
Hollman föddes 3 december 1788 på Sprättebrunnskvarteret 99 i Skänninge. Han var son till guldsmeden Johan Fredrik Hollman (1749-1834) och Margareta Elisabeth Skotte (1756-1794). 1818 flyttade Hollman till Sprättebrunnskvarteret 97 i Skänninge. 1834 flyttade Hollman till Sprättebrunnskvarteret 99 i Skänninge och tog över sin faders gård. 1856 tog guldsmeden Edvard Fröberg över gården som var gift med Hollmans dotter Christina Mathilda. Hollman avled 10 juli 1862 i Skänninge.

### Familj
Hollman gifte sig första gången 1815 med Sara Elisabeth Sockenström (1798-1825). De fick tillsammans barnen Johan Franz Oscar (född 1816), Per Ulric (född 1818) och Emilia Charlotta Elisabeth (född 1823).
Hollman gifte sig andra gången med Anna Ulrika Berger (1794-1859). De fick tillsammans barnen Johan Fredrik (1828-1828), Christina Mathilda (född 1829) och Edla Sara Augusta (född 1833).

## Produktion
- 1842 tillverkade han en kalk och oblatask i silver till Appuna kyrka.
- 1842 tillverkade han en brudkrona i förgyllt silver till Appuna kyrka.